# Taipalsaari
Taipalsaari is een gemeente in de Finse provincie Zuid-Finland en in de Finse regio Zuid-Karelië. De gemeente heeft een landoppervlakte van 344,69 km² en telt 4.559 inwoners (2022).